# Paratapes undulatus
Paratapes undulatus Born, 1770 è un  mollusco bivalve della famiglia Veneridae. Viene chiamato vongola del Pacifico, appellativo quest'ultimo che condivide con diverse altre specie della famiglia Veneridae.

## Descrizione
La conchiglia è equivalve e ricoperta all'esterno da deboli strie concentriche tra le quali sono presenti deboli solchi più scuri ondulati a zigzag. Il colore esterno varia da un violaceo chiaro al marrone chiaro. La parte interna della conchiglia è liscia e il colore varia da un bianco opaco a un violaceo. Il bordo esterno è liscio. La conchiglia può raggiungere i 6,8 cm di diametro.

## Distribuzione e habitat
Questa vongola si trova vicino a riva in presenza di bassi fondali fangosi o sabbiosi nelle zone tropicali dell'oceano Indiano e dell'oceano Pacifico occidentale, a una profondità compresa tra 0 e 50 metri.
Il suo areale va dal mar Rosso a ovest alla Papua Nuova Guinea a est, e dal Giappone a nord al Nuovo Galles del Sud a sud.

## Usi
Queste vongole sono presenti in diversi piatti delle cucine asiatiche. Sono particolarmente diffuse in Thailandia, che ne esporta grandi quantità all'estero. Si trovano in commercio fresche, congelate e in scatola.